# Červené Poříčí
Červené Poříčí település Csehországban, a Klatovyi járásban. Červené Poříčí Borovy, Švihov és Vřeskovice településekkel határos. Lakosainak száma 240 fő (2024. január 1.).

## Népesség
A település lakosságának változását az alábbi diagram mutatja:
| Lakosok száma | 467  | 456  | 494  | 401  | 314  | 223  | 229  | 235  | 239  | 240  |
|               | 1869 | 1890 | 1921 | 1950 | 1980 | 2001 | 2017 | 2019 | 2022 | 2024 |